# Mike West
Mike West (Kitchener, 31 agosto 1964) è un ex nuotatore canadese.
Specializzato nel dorso, ha vinto due medaglie alle olimpiadi di Los Angeles 1984: un argento nella staffetta mista e un bronzo individuale nei 100 m dorso.

## Palmarès
- Giochi olimpici

Los Angeles 1984: argento nella staffetta 4x100 m misti e bronzo nei 100 m dorso.
- Giochi PanPacifici

1985 - Tokyo: argento nei 100 m e 200 m dorso.
- Giochi panamericani

1983 - Caracas: bronzo nei 100 m e 200 m dorso.